# Urostomi
Urostomi är en operation av buken där en del av tunntarmen tas bort för att skapa en urinblåsa. Den delen av tunntarmen placeras mot buken och samtliga urinledande organ kopplas därtill. Via en stomi, en liten öppning i buken, kan denna blåsa tömmas med en kateter som stoppas in i bukväggen. Urinen rinner då ut med hjälp av häverteffekten.